# 第1コンスル

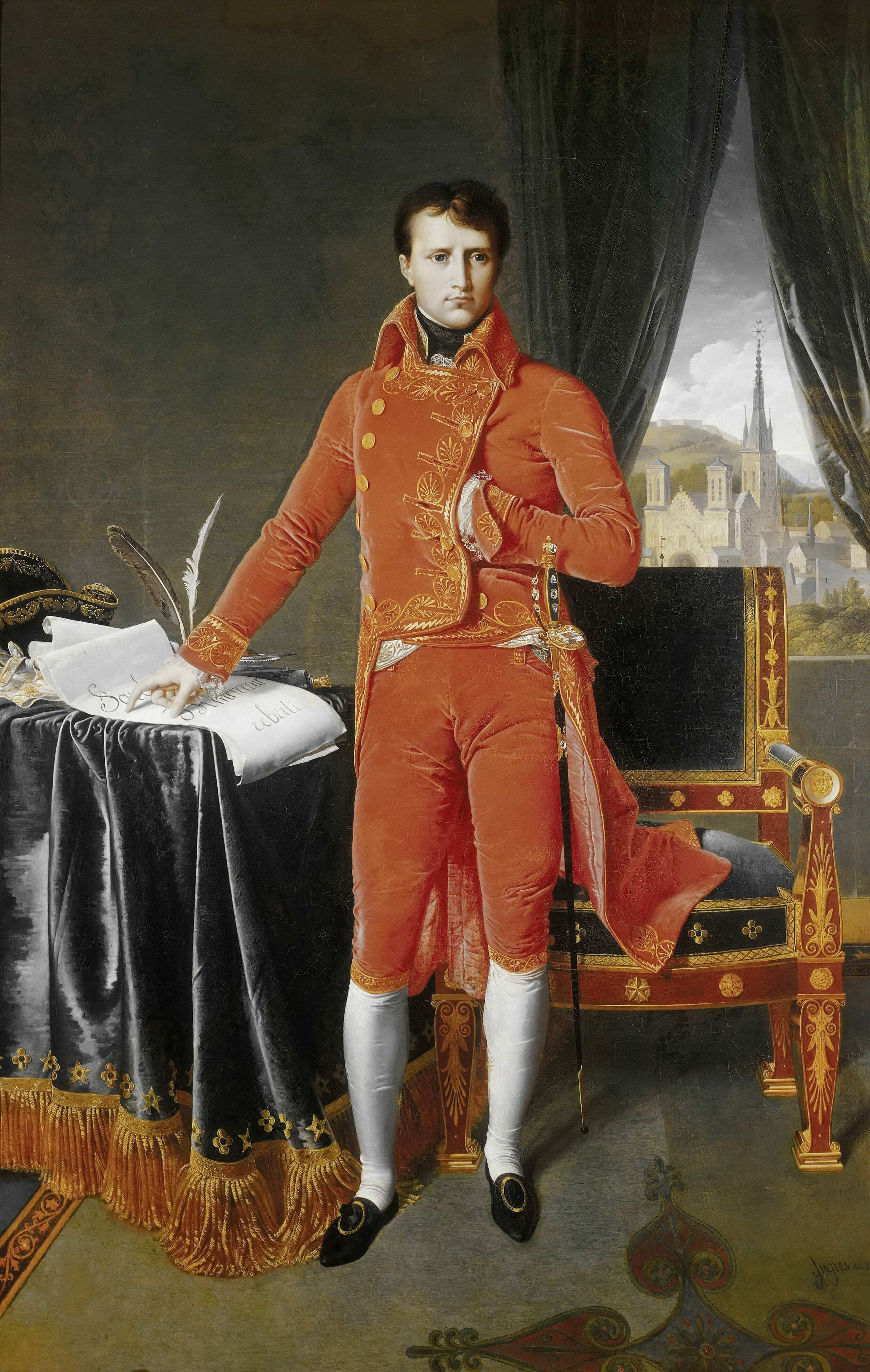
第一統領ナポレオン

第1統領（だいいちとうりょう、フランス語: Premier Consul、英語: First Consul、第一執政とも）は、ナポレオン・ボナパルトによりフランスの権力奪取の後用いられた肩書きである。当初は同じ権限を持つ3人の統領が置かれた。
1799年11月9日のブリュメールのクーデターの後、ナポレオンとエマニュエル＝ジョゼフ・シエイエスによって設立された統領政府（1799年 - 1804年）に3人の統領が置かれた。当初、3人の統領は同じ権限を持つとされたが、やがてナポレオンが3人の中の最強の者となった。

## 言葉の歴史
コンスルという言葉は、自分自身を古代ローマの支配者になぞらえようとするナポレオンの計画の一部として用いられた。後に、彼はエトワール凱旋門などの古代ローマ様式の凱旋門や記念碑の構築により、ローマとのつながりを強めることになる。
古代ローマには、政府の長として2人のコンスルが置かれた。コンスルは元老院を含む共和国を運営し、軍隊の最高指揮官でもある。2人のコンスルは同等の権威を持っており、互いに拒否権を行使することもできた。これは独裁を予防するための仕組みである。そして、非常時には元老院は1人のディクタトルを6ヶ月の任期を限って指名することができた。
第一共和政の崩壊により作られたフランスのシステムは、統領が2名から3名になった点以外は古代ローマの制度に類似していた。しかしナポレオン以外の2人は穏健派であったため、やがて3人の中で最も野心的でカリスマ性を持つナポレオンが頭角を現す。国民投票で彼は終身第一統領に選出された。この選出は任期の点以外では古代ローマのディクタトルの指名に類似するものである。1804年にナポレオンがフランス皇帝に即位し、統領政府は終わりを迎え、ナポレオンただ一人がフランスの英雄として君臨することになった（フランス第一帝政）。

## 他の統領
- 第二統領：ジャン＝ジャック・レジ・ド・カンバセレス
- 第三統領：シャルル＝フランソワ・ルブラン